# Parafuksin
Parafuksin är ett triarylmetanfärgämne som i lösning är djuprött. Vid uppvärmning till sönderfall avges giftiga gaser som väteklorid och kväveoxider. Substansen förstörs av starka oxidationsmedel och reduceras lätt till leukobaser med olika reducerande reagens, samt är känslig för fotokemisk oxidation.

## Framställning
Reaktionen mellan anilin med formaldehyd i närvaro av väteklorid, leder till P,P'-metylendianilin, vilken därefter upphettas med anilin och anilinhydroklorid i närvaro av nitrobensen och ferriklorid.

## Användning
Parafuksin är inte ljusäkta och används inte längre för textilfärgning, men används inom mikroskopin och som reagens i kemisk analys.